# Băbana
Băbana is een Roemeense gemeente in het district Argeș.
Băbana telt 2928 inwoners.